# Gustav May
Gustav May (* 1897 in Frankfurt am Main; † 1975 in  Wien) war ein deutscher Theater- und Stummfilm-Schauspieler.
Gustav May wurde 1919 neben seiner Theater-Arbeit als Filmschauspieler aktiv. So spielte er „Henry Hogger“ in Zirkus des Lebens (1921), in Marie Antoinette (1922) als „Kaiser Josef II.“ und in Der Kaufmann von Venedig (1923). Mater dolorosa war 1924 sein letzter Film.
Er starb 1975 und wurde auf dem Wiener Zentralfriedhof beigesetzt.

## Filmografie
- 1919: Kord Kamphues, der Richter von Coesfeld
- 1919: Mysterien der Venus
- 1920: Bar el Manach
- 1921: Die stärkere Macht
- 1921: Zirkus des Lebens
- 1922: Versunkene Welten
- 1922: Marie Antoinette – Das Leben einer Königin
- 1922: Lebenshunger
- 1923: Das Mädel aus der Hölle
- 1923: Der Kaufmann von Venedig
- 1923: Die Bestien des alten Rom
- 1924: Mater dolorosa